# Ken Broeders
Ken Broeders, né en 1970 à Anvers, est un auteur de bande dessinée et illustrateur belge néerlandophone.

## Biographie
Ken Broeders naît en 1970 à Anvers,.
Depuis toujours, il est fasciné par le dessin, l'histoire et la lecture. Il obtient son diplôme en arts appliqués à l'Institut Saint-Luc d'Anvers en 1993. Il développe ensuite son projet d'examen dans la bande dessinée Tyndall avec le scénariste Luc Van Peborgh, publiée aux éditions Arboris. Sa série historique Voorbij de Steen [Près de la pierre] est également publiée chez le même éditeur en 2001.
Il illustre l'adaptation en bande dessinée de Cyrano de Bergerac d'Edmond Rostand, un one shot pour la collection « Classix » des éditions Standaard. Ken Broeders, un artiste qui travaille en couleur directe, écrit et dessine la série d'aventures mystiques Apostata pour Standaard depuis 2009. La série est traduite en français sous le titre Apostat et publiée à partir de 2012 aux éditions BD Must, la série compte 7 titres et un hors-série en 2018.
En 2020, il rejoint 75 auteurs de bande dessinée néerlandais et flamands pour apporter une contribution graphique à l'ouvrage collectif et gratuit Striphelden versus Corona (Oogachtend, Uitgeverij L, 2020). Le livre est destiné à soutenir les librairies de bandes dessinées qui ont dû fermer leurs portes pendant deux mois pendant le confinement au plus fort de la pandémie de Covid-19.
En 2010, Apostat de Ken Broeders remporte le prix Stripvos du meilleur album de bande dessinée en néerlandais.

### Vie privée
Il demeure à Anvers.

## Œuvres

### Albums de bande dessinée

#### Une histoire de voleurs et de trolls
- 1. Le Monde dérivant[4], Drakoo, Charnay-lès-Mâcon, 3 mars 2021
Scénario, dessin et couleurs : Ken Broeders -  (ISBN 978-2-490-73503-7),Adaptation française : Scotch Arleston.
- 2. Muroc, Drakoo, Charnay-lès-Mâcon, 30 juin 2021
Scénario, dessin et couleurs : Ken Broeders -  (ISBN 978-2-490-73568-6)
- 3. Le Doigt de la sorcière, Drakoo, Charnay-lès-Mâcon, avril 2022
Scénario, dessin et couleurs : Ken Broeders -  (ISBN 978-2-382-33019-7)

## Prix
- 1995 :  prix nouveau talent décerné par la guilde des experts indépendants de bande dessinée belge et le centre flamand de la bande dessinée[5],[6] pour Tyndall t. 1 ;
- 2010 :  prix Stripvos (nl) du meilleur album en néerlandais pour Apostat[2].

#### Livres
: document utilisé comme source pour la rédaction de cet article.
- Philippe Mellot, Michel Denni, Laurent Turpin et Isabelle Morzadec, Trésors de la bande dessinée : BDM 2023-2024 - Catalogue encyclopédique et Argus, Paris, Les Arènes, novembre 2022, 23e éd., 1677 p., ill. ; 23 cm (ISBN 9791037507280, OCLC 1351462460, présentation en ligne), p. 75, 1393, 1408. .